# Rio Găina (Priboiaşa)
O Rio Găina é um rio da Romênia, afluente do Priboiaşa, localizado no distrito de Vâlcea.